# Lew Ayres
Lewis Frederick Ayres III (ur. 28 grudnia 1908 w Minneapolis, zm. 30 grudnia 1996 w Los Angeles) – amerykański aktor, którego kariera filmowa i telewizyjna trwała 65 lat. Najbardziej znany jest z roli niemieckiego żołnierza Paula Bäumera w dramacie wojennym Na Zachodzie bez zmian (1930) i jako Doktor Kildare w dziewięciu filmach, nominowany do Oscara dla najlepszego aktora pierwszoplanowego za rolę doktora Roberta Richardsona w dramacie psychologicznym Johnny Belinda (1948).

## Filmografia

### Filmy
- 1929: Pocałunek jako Pierre Lassalle
- 1930: Na Zachodzie bez zmian jako Paul Bäumer
- 1933: Jarmark miłości jako Pat Gilbert
- 1938: Wakacje jako Ned Seton
- 1946: Mroczne zwierciadło jako dr Scott Elliott
- 1948: Johnny Belinda jako dr Robert Richardson
- 1973: Bitwa o Planetę Małp jako Mandemus
- 1978: Omen II jako Bill Atherton
- 1979: Miasteczko Salem (TV) jako Jason Burke

### Seriale TV
- 1967: Gunsmoke jako Jonathan Cole
- 1968: Hawaii Five-O jako gubernator
- 1973: Ulice San Francisco jako Harlan Edgerton
- 1973: Hawaii Five-O jako dr Elias Haig
- 1974: Kung Fu jako Beaumont
- 1974: Columbo jako dr Howard Nicholson
- 1976: Hawaii Five-O jako komandor Reginald Blackwell
- 1977: Wonder Woman jako dr Kenneth Wilson
- 1978: Battlestar Galactica jako prezydent Adar
- 1981: Statek miłości jako Carl Hooper
- 1981: Magnum jako Sidney Dollinger
- 1982: Knots Landing jako Andrew Douglas
- 1982: Domek na prerii jako Lem McCary
- 1985: Autostrada do nieba jako Harry Haynes
- 1986: Drużyna A jako Bernie Greene
- 1986: Autostrada do nieba jako Frank Worton
- 1988: Cagney i Lacey jako Conrad Minton
- 1989: Prawnicy z Miasta Aniołów jako Lorimar Henderson
- 1989: Autostrada do nieba jako Ivan Zelenka